# Amphiura richardi
Amphiura richardi is een slangster uit de familie Amphiuridae.
De wetenschappelijke naam van de soort werd in 1896 gepubliceerd door René Koehler.